# Blackstone (West Sussex)
Blackstone – osada w Anglii, w hrabstwie West Sussex, w dystrykcie Horsham. Leży 40 km na wschód od miasta Chichester i 65 km na południe od Londynu.